# 713 Dywizja Piechoty (III Rzesza)
713 Dywizja Piechoty (niem. 713. Infanterie-Division) – niemiecka dywizja z czasów II wojny światowej, sformowana w Karlsbad na mocy rozkazu z 2 maja 1941, w 15. fali mobilizacyjnej w XIII Okręgu Wojskowym.

## Struktura organizacyjna
- Struktura organizacyjna w maju 1941:

733. i 746. pułk piechoty, 653. oddział artylerii, 713. kompania pionierów, 713. kompania łączności;

## Dowódca dywizji
- gen. mjr Franz Fehn 3 V 1941 – 15 I 1942;

## Szlak bojowy
Była to dywizja statyczna, jej część pełniła służbę w południowej Grecji, a część na Krecie. Jednostkę rozwiązano 15 stycznia 1942 r. Na bazie jej sztabu sformowano Brygadę Forteczną Kreta, a pododdziały włączono do Dywizji Fortecznej Kreta.